# Autosan H90
Autosan H90 – prototypowy autobus miejski skonstruowany w 1976 roku przy współpracy przedsiębiorstw Autosan i Jelcz.

## Historia modelu
W 1976 roku w wyniku kooperacji dwóch polskich producentów autobusów, firm Autosan i Jelcz, skonstruowano i wyprodukowano prototyp autobusu miejskiego klasy midi o oznaczeniu Autosan H110-30. Konstrukcja tego pojazdu oparta była na rozwiązaniach 12-metrowego autobusu klasy maxi Jelcz PR110U. Zakład w Jelczu-Laskowicach odpowiedzialny był za produkcję podwozia oraz szkieletu nadwozia, natomiast Autosan odpowiedzialny był za montaż końcowy. Do napędu użyto 6-cylindrowego, rzędowego silnik wysokoprężnego typu 6CT107 o pojemności skokowej 6540 cm³ i mocy 110 kW (150 KM). Silnik ten zblokowany był z 5-biegową manualną skrzynią biegów S5-45. W układzie jezdnym zastosowano podzespoły zaadaptowane z modelu PR110U. Oś przednią Jelcz NZ6A1 oraz tylny most napędowy Jelcz MT1032A. Jeszcze w tym samym roku wyprodukowano kolejne dwa prototypowe egzemplarze o zmienionym oznaczeniu na Autosan H90. W następnym roku powstał ostatni prototyp, którego nadwozie zostało wydłużone do 10,9 metra. Napędzał go 6-cylindrowy, rzędowy silnik wysokoprężny SW/680/56/3 o pojemności skokowej 11100 cm³ i mocy maksymalnej 136 kW (185 KM), współpracujący z 4-biegową manualną skrzynią biegów ZF S4-95. Z powodu deficytu licencyjnych części niezbędnych do montażu autobusu oraz ujawnionych wad modelu PR110U, produkcji seryjnej Autosana H90 nie rozpoczęto.